# Sergio Bravo Ramos

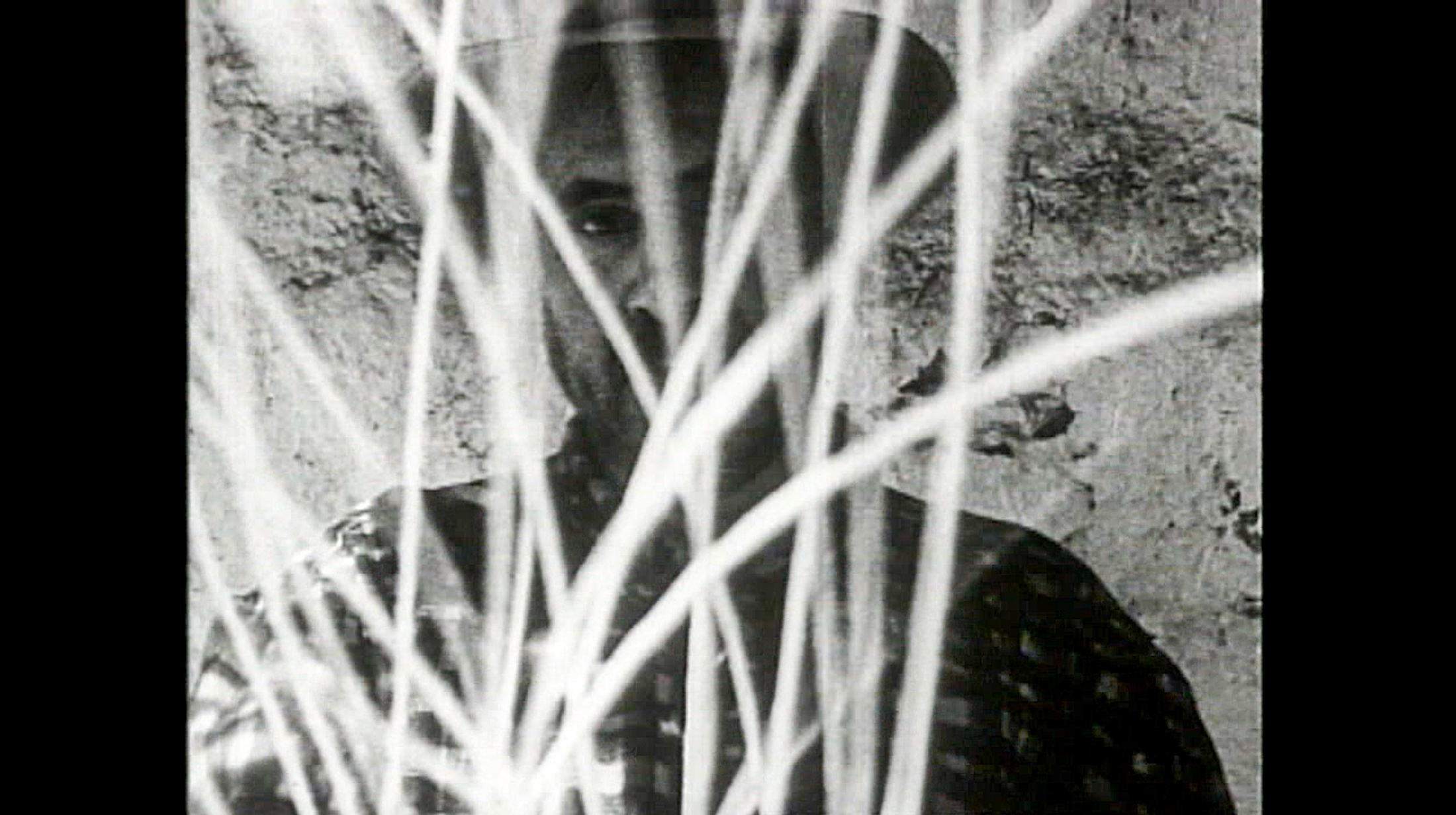
Fotograma del primer documental experimental xilè, Mimbre -1957

Sergio Bravo Ramos (Los Andes, 13 de maig de 1927-Viña del Mar, 6 de setembre de 2023) va ser un arquitecte, documentalista i director de cinema i fotografia xilè.

## Trajectòria professional
Va estudiar arquitectura en la Universitat de Xile entre 1952 i 1956, després estudis de cinema en l'Institut Fílmic de la Universitat Catòlica. En 1955 es va convertir en membre fundador del Cinema Club Universitari de la Federació d'Estudiants de Xile. El 8 de juliol de 1957 va fundar, juntament amb el també cineasta Pedro Chaskel, entre d'altres, el Centro de Cine Experimental que anys més tard va ser incorporat a la Universitat de Xile, del qual va ser també el seu primer director.
El seu primer curtmetratge documental Imágenes Antárticas va ser realitzat el 1956. A l'any següent, en 1957, publica Mimbre, que va comptar amb la música de Violeta Parra i va ser guardonat amb el “Diploma d'Honor del Concurs de Film d'Art UNESCO-Canadà”. En aquesta obra de tan sols 9 minuts ens mostra la vida quotidiana d'un artesà confeccionant peces de cistelleria, captada com un gest quotidià en la seva més autèntica bellesa. Repeteix el mateix estil senzill i l'acompanyament musical de Violeta Parra en 1959 amb Trilla, aquesta vegada mostrant les labors tradicionals pageses, i també amb Casamiento de Negros, reflejando el trabajo de ceramistas del pueblo de Quinchamalí. reflectint el treball de ceramistes del poble de Quinchamalí. En aquesta última a més és la primera vegada que Violeta es posa davant la càmera. Després Sergio Bravo realitza Dia de Organillos amb el qual obté el premi del “Cercle de Crítics d'Art de Santiago” l'any 1963.
A Láminas de Almahue, publicat en 1962, documenta el treball físic i l'artesania de la construcció tradicional de rodes de carreta, acompanyat de la poesia d’Efraín Barquero. Aquesta obra experimental de crítica social és considerada una de les seves obres mestres.
Va col·laborar escrivint ressenyes especialitzades en la revista “La Gaceta”, dirigida per Pablo Neruda.
El 1962 va rescatar i va restaurar la pel·lícula clàssica del cinema mut xilè El húsar de la muerte. Aquest mateix any va participar en el documental À Valparaíso com a assistent de direcció de Joris Ivens, i també va realitzar Parkinsonismo y cirugía.
En 1964 va obtenir al costat d'Enrique Zorrilla el premi “FIPRECI del Festival de Oberhausen” per la seva obra Ameríndia rodada un parell d'anys enrere, i en aquest mateix any va presentar Banderas del pueblo, encara que va ser prohibida per les seves connotacions polítiques pel Consell de Censura Cinematogràfica. En aquesta obra es mostra la vaga de miners de Lota de 1964.
A principis dels anys 1970, torna a la seva professió d'arquitecte, encara que sense abandonar del tot el seu treball com a cineasta. En 1979 inicia en Chiloé el rodatge clandestí del llargmetratge No eran nadie... obre el tema dels Drets Humans, però en 1983, amb l'obra incompleta, es va exiliar a París, on la va editar i va completar presentant-la en diversos festivals com Cannes, Berlín, Locarno, Moscou o Los Angeles.
En 1985, va realitzar Place de Vosges per al Ministeri d'Afers Exteriors de França, i també La Glane, on rememora la massacre dels 650 habitants del petit llogaret situat en el sud de França, Orador de Glana, per part de 130 soldats nazis durant la Segona Guerra Mundial.
Al seu retorn a Xile en 1999 va realitzar el documental Aquel ngüillatún; un documental a color on va publicar les úniques imatges registrades per ell mateix del tsunami de Valdivia de 1960.
En 2000 va organitzar i va dirigir el primer Festival de Cinema Maputxe. Va ser guardonat amb el primer “Premi Pedro Sienna 2006 a la trajectòria”, en reconeixement de la seva obra.

## Obres

### Documentals
- Imágenes antárticas (1956).
- Mimbre (1957).
- Colonización en Chile (1957).
- Bienvenidos a Chile (1958).
- Día de Organillos (1959).
- Trilla (1959).
- Casamiento de negros (1959).
- Tierra dulce (1959).
- Ese desconocido (1960).
- La marcha del carbón (1960).
- Aquel ngüillatún (1960-2000).
- La respuesta (1961).
- Amerindia (1962).
- Láminas de Almahue (1962).
- Parkinsonismo y cirugía (1962).
- Las banderas del pueblo (1964).
- A Valparaíso (1964), com assistent de direcció.
- Isla de Pascua (1965).
- Samuel Román Rojas, el hombre (1978).
- Samuel Román Rojas, el escultor (1978).
- La Glane (1985).
- Pan Minero (2007).

### Filmografia
- ¿Qué hacer? (1970), llargmetratge, com a intèrpret.
- Cualquier día... (1980), curtmetratge.
- No eran nadie (1981), llargmetratge.